# Saro London
Le Saunders Roe A.27 London ou Saro London est un hydravion à coque britannique de l'entre-deux-guerres ayant volé au sein de la Royal Air Force. Saro est l'abréviation usité en aéronautique de Saunders-Roe.

## Histoire
En 1931 le ministère britannique de l'air émit la Specification R.24/31 relative à un hydravion de patrouille et de reconnaissance. Deux constructeurs y répondirent, Saunders-Roe et Supermarine.
Assez bizarrement, il fut impossible de les départager et les deux hydravions furent alors commandés. Le premier devint le London et le second le Stranraer. La commande de la RAF intervint en 1934 et la première livraison d'un appareil de série eut lieu deux ans plus tard.
Les Saro London furent surtout utilisés pour des missions de surveillance au-dessus de la Manche jusqu'à l'entrée en guerre du Royaume-Uni contre le IIIe Reich. À ce moment-là, 29 des 31 appareils commandés étaient encore en état de vol. C'est à ce moment précis que la Royal Canadian Air Force reçut cinq de ces appareils qui furent employés pour des missions de surveillance et de bombardement rapproché contre la Kriegsmarine. Le Canada conserva ses London jusqu'en 1941 puis les remplaça par des Catalina plus récents. Les Britanniques, de leur côté, conservèrent leurs hydravions Saro jusqu'à l'année suivante, les remplaçant également par l'appareil de Consolidated, mais aussi par le Sunderland.

## Caractéristiques
Le London se présentait sous la forme d'un hydravion à coque biplan bimoteur dont la propulsion était assurée par des moteurs en étoile Pegasus Mk.X d'une puissance unitaire de 915 ch entraînant chacun une hélice métallique à trois pales. Il était construit en bois, contreplaqué, et métal. Outre sa charge externe de bombes le London possédait trois mitrailleuses Lewis d'un calibre de 7,7 mm chacune. Celles-ci étaient montées sur affût circulaire en position avant, dorsale, et au niveau de l'empennage.

## Versions
- Prototype, un exemplaire produit.
- London Mk. I, les dix premiers exemplaires avec un moteur Pegasus Mk. III de 820 chevaux.
- London Mk. II, les vingt exemplaires suivants avec le moteur définitif de 915 chevaux.

## Utilisateurs
Royal Canadian Air Force
No. 117 Squadron RCAF (en)
 Royal Air Force
No. 201 Squadron RAF (en)
No. 202 Squadron RAF (en)
No. 204 Squadron RAF (en)
No. 240 Squadron RAF (en)